# 진실주집 (보물 제921-3호)
진실주집(眞實珠集)은 울산광역시 울주군 언양읍, 양덕사에 있는 목판본 불경이다. 2015년 4월 22일 대한민국의 보물 제921-3호로 지정되었다.

## 개요
｢진실주집(眞實珠集)｣은 중국 송조(宋朝)의 예묘항(倪妙行)(?-?)이 여러 선사(禪師)와 문인들의 가·명·심요·법어·시·문(歌·銘·心要·法語·詩·文) 등에서 선(禪)과 관련된 것들을 선별하여 3권으로 편찬한 불서이다. 이 판본은 세조 8년(1462)에 목판으로 간행된 간경도감판으로, 판각이 정교하고 인쇄가 선명한 선본(善本)이다. 이 판본과 동일한 책이 보물 제921호 및 보물 제1014호로 지정되어 있으며, 이번에 지정하는 진실주집은 드물게 전래되고 있는 판본으로 불경과 불교학 및 서지학 등의 연구에 귀중한 자료이다.

## 같이 보기
- 진실주집

## 참고 자료
- 진실주집 - 국가유산청 국가유산포털